# Barßel
Barßel là một đô thị ở huyện Cloppenburg, trong bang Niedersachsen, nước Đức. Đô thị Barßel có diện tích 84 km².
Barßel bao gồm 13 khu dân cư:
- Barßel
- Barßelermoor
- Carolinenhof
- Elisabethfehn
- Harkebrügge
- Lohe
- Loher-Ostmark
- Loher-Westmark
- Neuland
- Neulohe
- Osterhausen
- Reekenfeld
- Roggenberg